# Nottingham Panthers

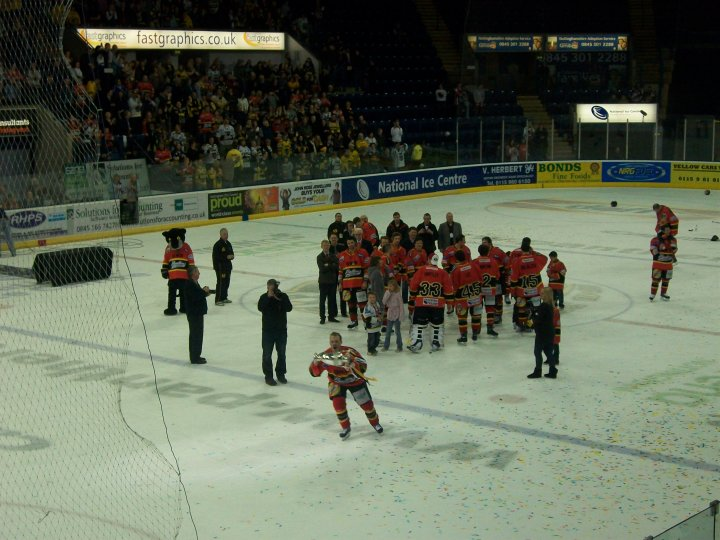
Nottingham Panthers firar segern i Challenge Cup 2010

Nottingham Panthers är en professionell ishockeyklubb i Nottingham i England i Storbritannien. Klubben bildades 1939, men på grund av andra världskriget kom verksamheten igång först 1946.

### Fotnoter
1. ↑  ”Nottingham Panthers” (på engelska). AZ Hockey. Arkiverad från Panthers originalet den 9 oktober 2014. https://web.archive.org/web/20141009042459/http://www.azhockey.com/No.htm#Nottingham. Läst 11 juli 2014.